# Platylabus longicornis
Platylabus longicornis är en stekelart som först beskrevs av Carl Gustav Alexander Brischke 1891.  Platylabus longicornis ingår i släktet Platylabus och familjen brokparasitsteklar. Inga underarter finns listade i Catalogue of Life.